# NGC 410
NGC 410 is een elliptisch sterrenstelsel in het sterrenbeeld Vissen. Het hemelobject ligt ongeveer 243 miljoen lichtjaar (74,6×106 parsec) van de Aarde verwijderd en werd op 12 september 1784 ontdekt door de Duits-Britse astronoom William Herschel.

## Synoniemen
- PGC 4224
- UGC 735
- MCG 5-3-80
- ZWG 501.118